# Taba Air Pauh
Taba Air Pauh is een bestuurslaag in het regentschap Kepahiang van de provincie Bengkulu, Indonesië. Taba Air Pauh telt 959 inwoners (volkstelling 2010).